# 厄泽
厄泽（法語：Euzet，法語發音：[øzɛ]）是法国加尔省的一个市镇，位于该省中北部，属于阿莱斯区。

## 地理
厄泽（44°4'33"N, 4°14'3"E）面积6.81 平方千米，位于法国奧克西塔尼大區加尔省，该省份为法国南部沿海省份，南端濒地中海，北起顺时针与阿尔代什省、沃克吕兹省、罗讷河口省、埃罗省、阿韦龙省和洛泽尔省接壤。
与厄泽接壤的市镇（或旧市镇、城区）包括：巴龙、圣伊波利特德卡通、圣让德塞拉尔格、圣瑞斯特和瓦基耶尔。

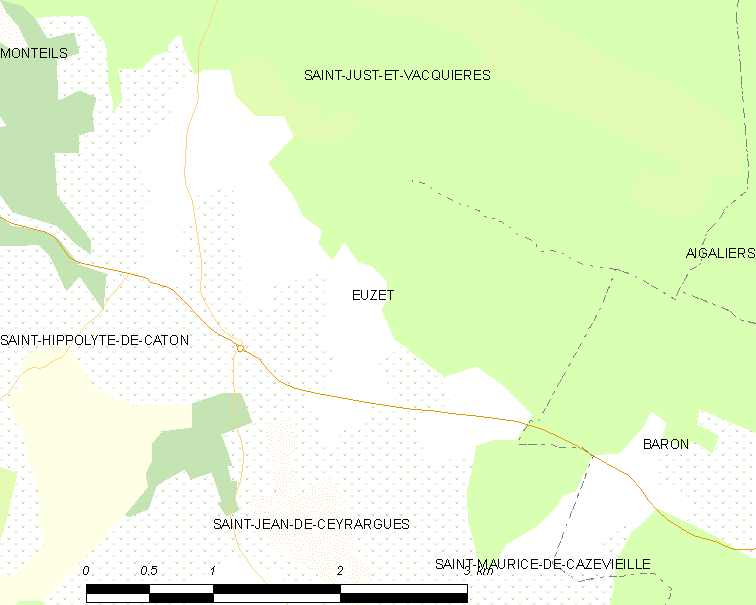
厄泽的OSM定位图

厄泽的时区为UTC+01:00、UTC+02:00（夏令时）。

## 行政
厄泽的邮政编码为30360，INSEE市镇编码为30109。

## 政治
厄泽所属的省级选区为阿莱斯第三县。

## 人口

1962-2008年间厄泽人口变化图示

厄泽于2022年1月1日时的人口数量为491人。